# Enyves álcsészegomba
Az enyves álcsészegomba (Ditiola peziziformis) a Dacrymycetaceae családba tartozó, Eurázsiában és Észak-Amerikában honos, lombos fák elhalt ágain, törzsén élő, nem ehető gombafaj.

## Megjelenése
Az enyves álcsészegomba termőteste  3–8 mm széles és 2–5 mm magas; búgócsiga, párna vagy csésze alakú, felső oldala ellaposodik. Színe sárga vagy barnássárga, idősen sötétedik; kiszáradva tompa vörösbarnává válik. Spóratermő felső felszíne csupasz, fényes, fiatalon nedves. Alsó oldala finoman bolyhos, fehéres vagy halványsárga színű. 
Húsa zselészerű, színe sárga. Szaga és íze nem jellegzetes.
Spórapora fehér. Spórája kolbász alakú, sima, sok olajcseppel, sokszorosan (több mint 7) szegmentált, mérete 15–22 x 5–10 µm.

### Hasonló fajok
A citromsárga csészegombácska vagy a sápadt csészegombácska hasonlít hozzá.

## Elterjedése és termőhelye
Eurázsiában és Észak-Amerikában honos. Magyarországon ritka, helyenként gyakori lehet. 
Lombos fák (főleg tölgy), ritkán fenyők elhalt ágain, törzsén található meg. Egész évben előfordul.
Nem ehető.    